# Orsala
Orsala är en by i Nås socken, Vansbro kommun, Dalarnas län. Den ligger ca 5 km söder om Nås vid vägen mot Fredriksberg, invid Bysjön och Orsalen, en mindre sjö (eller vik) som avgränsas från Bysjön bland annat genom vägbanken.